# Hubert Kurzweil
Hubert Kurzweil ( n. 1958 ) es un botánico de campo austriaco con reconocida autoridad en orquídeas.
Ha realizado diversas expediciones al África para recolectar especímenes de la familia de Orchidaceae.
Ha trabajado como "investigador senior", con la enorme colección del herbario del Jardín Botánico de Singapur, con énfasis en la revisión de la taxonomía del Gro. Calanthe, las orquídeas terrestres con excelente potencial en horticultura.

## Algunas publicaciones
- Linder, H P; P Chesselet. 1991. The phylogeny of the Pterygodium-Corycium complex (Coryciinae, Orchidaceae). Plant Syst.Evol. 175: 161–223

- Linder, H P; H Kurzweil. 1994. The phylogeny & classification of the Diseae (Orchidoideae: Orchidaceae). Ann. Missouri Bot.Gard. 81: 687–713

- Linder, H P; W L Stern; A M Pridgeon. 1995. Comparative vegetative anatomy and classification of Diseae (Orchidaceae). Bot.J. Linnean Soc. 117: 171–220

- Linder, H P; H Kurzweil. 1996. Ontogeny & phylogeny of Brownleea (Orchidoideae: Orchidaceae). Nordic J.Bot. 16: 345–357

- Linder, H P & Kurzweil, H. 1999. Orchids of southern Africa. Edición ilustrada de Róterdam: A.A. Balkema, 492 pp. ISBN 9054104457

- Douzery, E J P; A M Pridgeon; P Kores, H P Linder; H Kurzweil; M W Chase. 1999. Molecular phylogenetics of Diseae (Orchidaceae): a contribution from nuclear ribosomal ITS sequences. Am.J.Bot. 1999 86: 887-899 Texto completo

- Chase, M W; H Kurzweil; P Linder; P Cribb. 2001. Phylogenetics of Orchidoideae. En A M Pridgeon, P J Cribb, M W Chase, & F N Rasmussen [eds.], Genera Orchidacearum, vol. 2, Orchidoideae parte 1, 7–9. Oxford University Press, Oxford, RU
- Kurzweil, H (octubre de 2000). «SA Orchids: Historia» (HTML). Información acerca de plantas nativas del sur de África. South African National Biodiversity Institute. Consultado el 12 de mayo de 2008.
- Kurzweil, H; H P Linder. En prensa. A phylogenetic analysis of the genus Satyrium Sw. (Fam. Orchidaceae). Plant Syst.Evol.

- La abreviatura «Kurzweil» se emplea para indicar a Hubert Kurzweil como autoridad en la descripción y clasificación científica de los vegetales.[2]